# Михайлов, Иродион Антонович
Иродион Антонович Михайлов (12 марта 1896, с. Хреновое, Воронежская губерния — не ранее 1953, СССР) — советский военачальник, полковник (13.12.1935).

## Биография
Родился 12 марта 1896 года в селе Хреновое, ныне в Хреновском сельском поселении, Бобровского района Воронежской области России.
В мае 1914 года, окончив 7 классов реального училища, работал конторщиком у купца Белова в городе Георгиевск Терской области.

## Военная служба

### Первая мировая война
В апреле 1915 года убыл в Петроград и поступил юнкером в Михайловское артиллерийское училище окончил по 1-му разряду. В ноябре был выпущен прапорщиком и назначен в 3-ю запасную артиллерийскую бригаду в городе Самара, где служил младшим офицером и заведующим конским составом 6-й батареи.
В январе 1916 года направлен на Кавказский фронт, где был назначен в 9-й Сибирский горный артиллерийский дивизион и проходил в нём службу младшим офицером 2-й батареи и командиром взвода. Через 6 месяцев произведён в подпоручики, а ещё через 8 месяцев — в поручики. В начале октября 1917 года переведён в 5-й Кавказский горный артиллерийский дивизион. После Октябрьской революции 1917 года служил в этом дивизионе старшим офицером и командиром батареи. В начале декабря демобилизован. За боевые отличия на Кавказском фронте награждён орденом Святого Станислава 3-й ст. с мечами и бантом.

### Гражданская война
5 июня 1918 года добровольно вступил в РККА и служил заведующим канцелярией красноармейского госпиталя "Бештау " в городе Железноводск Терской области. 12 августа перешёл сотрудником в Чрезвычайный комитет по продовольствию и снабжению на Северном Кавказе. С января 1919 года работал в управлении снабжения 11-й армии, в марте назначен начальником отдела боеприпасов армии, а с мая — помощник начальника склада боеприпасов. С августа 1919 года — помощник командира и командир отдельной батареи отряда особого назначения 11-й армии. Участвовал в боях под Кизляром и станицей Каргалинской. В районе последней полубатарея, которой он командовал, повредила вражеский бронепоезд «Олег», в результате чего тот был брошен, и на нём было захвачено до 400 трёхдюймовых снарядов. Позже отряд отходил к Астрахани. С сентября 1919 года — назначен на Ставропольские пехотно-пулемётные курсы, где проходил службу начальником хозяйственной команды и преподавателем тактики.

### Межвоенные годы
С января 1922 года служил помощником командира по строевой части 2-го конного артиллерийского дивизиона 2-й кавалерийской дивизии СКВО. В мае назначен командиром дивизиона в 28-ю стрелковую Горскую дивизию. Но так как он ещё сформирован не был, то Михайлов состоял в распоряжении начальника артиллерии округа. В этот период он временно исполнял должности помощника командира и командира 14-го конноартиллерийского дивизиона 14-й кавалерийской дивизии, помощник командира 2-го конноартиллерийского дивизиона 2-й кавалерийской дивизии. С августа 1924 года командовал лёгким артиллерийским дивизионом 28-й стрелковой Горской дивизии, с переформированием которого в артиллерийский полк был помощником командира и временно исполняющим должность командира полка. С июля 1926 года по июнь 1929 года — на учёбе в Военной академии РККА им. М. В. Фрунзе, после окончания которой назначен начальником штаба 7-й артиллерийской бригады БВО. С января 1931 года — начальник учебного отдела Объединенной военной школы им. ЦИК БССР в Минске. В марте переведён в Севастопольскую школу зенитной артиллерии, где исполнял должность начальника учебного отдела, начальника штаба и помощника начальника по учебно-строевой части школы. В феврале 1937 года полковник Михайлов направлен на Дальний Восток помощник командира 2-й бригады ПВО Владивостокского УРа Тихоокеанского флота, в течение года был временно исполняющим должность командира бригады. В июле 1938 года переведён на должность начальника службы ПВО Шкотовского УРа. В декабре 1938 года назначен в Военно-морскую академию НК ВМФ им. К. Е. Ворошилова ассистентом кафедры артиллерии, с апреля 1940 года исполнял должность доцента кафедры артиллерийских стрельб зенитной артиллерии.

### Великая Отечественная война
С началом войны полковник Михайлов в июле 1941 года был назначен начальником службы ПВО штаба командующего морской обороной Ленинграда. В этой должности участвовал в формировании и обучении личного состава зенитной артиллерии специальных кораблей ПВО, которые несли патрульную службу на Ладожском озере, осуществляли охрану караванов в осаждённый город. 3 ноября 1941 года назначен командиром 78-й отдельной стрелковой бригады СКВО. Формировал её в городе Новороссийск и участвовал затем в боях за город Ростов-на-Дону и на юге Украины. С марта 1942 года исполнял должность начальника кафедры стрельбы и техники зенитной артиллерии в Высшей военной школе ПВО Красной армии. В августе 1944 года Михайлов назначен командиром 74-й зенитно-артиллерийской дивизии Резерва Главного Командования (РГК), формировавшейся в Костеревских лагерях под Москвой. В январе 1945 года дивизия была направлена на 2-й Белорусский фронт в 70-ю армию и участвовала в Восточно-Прусской и Восточно-Померанской наступательных операциях. С конца февраля дивизия воевала в 5-й ударной армии 1-го Белорусского фронта, с апреля прикрывала войска 47-й армии. В составе последней участвовала в Берлинской наступательной операции. За успешное выполнение заданий командования дивизия была награждена орденом Богдана Хмельницкого 2-й степени, а один из её полков — орденом Кутузова 3-й степени.
За время войны комдив Михайлов был пять раз персонально упомянут в благодарственных приказах Верховного Главнокомандующего.

### Послевоенная карьера
После войны в декабре 1945 года назначен командиром 4-й гвардейской зенитно-артиллерийской Киевско-Лодзинской Краснознаменной орденов Кутузова и Богдана Хмельницкого дивизии РГК в ГСОВГ. В октябре 1946 года переведён заместителем командира 37-й зенитно-артиллерийской дивизии ЦГВ войск, фактически же командовал 28-й зенитно-артиллерийской дивизией в этой группе войск. По расформировании последней в апреле 1947 года убыл в Москву и в августе назначен начальником военной кафедры Донецкого ордена Трудового Красного Знамени индустриального института им. Н. С. Хрущёва. С сентября 1949 года — заместитель командующего артиллерией по зенитной артиллерии СКВО, в январе 1953 года переведён на ту же должность в Западно-Сибирский военный округ.
12 июня 1953 года полковник Михайлов уволен в запас.

## Награды
- орден Ленина (21.02.1945[5])
- два ордена Красного Знамени (03.11.1944[5], 20.06.1949[5])
- орден Кутузова II степени (29.05.1945)[6]
- орден Красной Звезды (29.03.1944)[7]

медали в том числе:
- - «XX лет Рабоче-Крестьянской Красной Армии» (22.02.1938)[6]
  - «За оборону Ленинграда»
  - «За победу над Германией в Великой Отечественной войне 1941—1945 гг.»
  - «За взятие Берлина»
  - «За освобождение Варшавы»

Приказы (благодарности) Верховного Главнокомандующего в которых отмечен И. А. Михайлов.
- За овладение штурмом городом и крепостью Кистжинь (Кюстрин) — важным узлом путей сообщения и мощным опорным пунктом обороны немцев на реке Одер, прикрывающим подступы к Берлину. 12 марта 1945 года. № 300.
- За овладение городами Франкфурт-на-Одере, Вандлитц, Ораниенбург, Биркенвердер, Геннигсдорф, Панков, Фридрихсфелъде, Карлсхорст, Кепеник и прорыв в столицу Германии Берлин. 23 апреля 1945 года. № 339
- За полное окружение Берлина и овладение городами Науен, Эльшталь, Рорбек, Марквардт. 25 апреля 1945 года. № 342.
- За овладение городами Ратенов, Шпандау, Потсдам — важными узлами дорог и мощными опорными пунктами обороны немцев в Центральной Германии. 27 апреля 1945 года. № 347.
- За овладение штурмом городом Бранденбург — центром Бранденбургской провинции и мощным опорным пунктом обороны немцев в Центральной Германии. 1 мая 1945 года. № 355.